# Como un relámpago
Como un relámpago és una pel·lícula espanyola dirigida el 1996 per Miguel Hermoso.

## Sinopsi
Pablo (Eloy Azorín), un adolescent de classe alta, viu amb la seva mare Sonia (Assumpta Serna), feminista i antiga militant d'extrema esquerra durant la transició. Un bon dia decideix buscar a Rafael (Santiago Ramos), el seu pare, que els va abandonar en la seva infantesa, gràcies al seu veí descobreix que resideix a Gran Canària, i no dubta a fer-li una visita, corrent aventures al límit, a causa de l'atzarosa vida del seu pare.

## Repartiment
- Santiago Ramos
- Eloy Azorín
- Assumpta Serna
- Isabel Prinz

## Premis
XI Premis Goya
| Categoria                 | Candidat       | Resultat  |
| ------------------------- | -------------- | --------- |
| Millor actor protagonista | Santiago Ramos | Guanyador |